# Prosphytochloa
Prosphytochloa é um género botânico pertencente à família Poaceae.